# 長淵湖
長淵湖（韓語：장연호）位於朝鮮民主主義人民共和國咸鏡北道漁郎郡，它是一個天然的淡水湖泊，湖底不斷湧出水源，水清見底。從前它的前方海岸的波浪很大，船隻無法靠岸，並把漁網打破，因此鄰近沒有水產業。有時海水更會瘋湧進入，令「長淵湖」沒有淡水魚養殖業。經過多年的改善工程，才建設成現代化的水產養殖基地，大量養殖「虹鱒魚」等淡水魚類。